# Kawkaban
Kawkaban (en arabe : كوكبان) est une ville du gouvernorat de Sanaa, au Yémen.